# ماربل (کلرادو)
ماربل (به انگلیسی: Marble) شهری در ایالت کلرادو کشور ایالات متحده آمریکا است که جمعیت آن در سرشماری سال ۲۰۱۰ میلادی، ۱۳۱ نفر بوده‌است.